# Casas de castidad
Una casa de castidad (o casa de moralidad )  es una instalación propuesta pero no ratificada en Irán donde las parejas pueden interactuar entre sí para realizar Nikah mut'ah .
En 2002, el principal motivo para restablecer las casas de castidad públicas fue evitar que la prostitución se extendiera en las ciudades. 

## Partidarios de las casas de castidad
Varios clérigos conservadores prominentes han propuesto que las prostitutas sean colocadas en refugios administrados por el gobierno para mujeres indigentes que se llamarán "casas de castidad", donde los clientes masculinos podrían casarse con ellas brevemente según la práctica chiita de Nikah mut'ah. Los defensores de la idea argumentan que "erradicaría la corrupción social" al legitimar las relaciones sexuales entre hombres y mujeres.
Un partidario del plan, el ayatolá Mohammed Mousavi Bojnurdi , afirmó: "Nos enfrentamos a un verdadero desafío con todas estas mujeres en la calle. Nuestra sociedad se encuentra en una situación de emergencia". El hojatolislam Mohammed Taghi Fazel-Meibodi, miembro del Seminario de Qom, dijo que la propuesta es religiosamente legal y afirmó: "Nuestros jóvenes están preocupados. Hay pobreza, desempleo y cada vez más niñas escapan de sus hogares. En una sociedad donde hay marcadas diferencias entre ricos y pobres, los hombres ricos utilizarán a estas chicas pobres para una emoción rápida y para satisfacer sus impulsos y lujuria".

## Oposición
Los grupos de mujeres han sido particularmente francos sobre la idea de las casas de castidad. Shahrbanou Amani , una parlamentaria iraní, calificó la idea de establecer una casa de castidad como "un insulto y una falta de respeto hacia las mujeres". El Consejo Cultural para Mujeres, un grupo de mujeres islamistas liberales, dijo que esas casas serían una forma de prostitución "engañosa y apenas disfrazada".